# Сільві Дені
Сільві Дені (фр. Sylvie Denis; нар. 10 листопада 1963, регіон Бордо, Франція) — французька письменниця-фантаст, перекладач, співредактор журналу «Кіберпреса».

## Біографія
Сільві Дені народилася 10 листопада 1963 року в регіоні Бордо. Там провела своє дитинство, розпочала навчання. У 1993 році її перевели до середньої школи Жана Моне в Коньяку. У середині 90-х років стала співзасновницею журналу «Кіберпреса», який отримав Гран-прі де Ільджінарі в 1996 році. Сільві Дені одноосібно займає посаду головного редактора останні випуски. Серед антологій, які вона зібрала, згадаємо особливо Escales 2001, який поєднує в собі найкращі французькомовні SF.

## Творчість
У 2002 році вона відмовилася від навчання, щоб жити за власними планами.
Перший її роман «Haute-École» (2004), опублікований виданнями «Аталанте». Це нетиповий чорний фантастичний твір, заснований, зокрема, на глибоких роздумах над концепцією освіти. Описана там школа відьом, її вихованці змушені не без жорстокості спеціалізуватися на унікальній магічній діяльності (наприклад, слугуючи магічною «петлею» біля міських воріт), явно являє собою противагу Гаррі Поттер: форма навчання, яка практикується, має ментальну кастрацію, а не навчання.
Окрім Грега Егана, вона також перекладала англосаксонських авторів наукової фантастики, таких як Аластер Рейнольдс, Кетрін Асаро або Стівен Бакстер — останні дві у співпраці з Роланом В. Вагнером. Її переклад роману Меган Ліндхольм (Робін Гобб), «Останній фокусник», одноголосно був удостоєний Уявної премії 2004 року.
Опублікувала численні новели. Вона отримала нагороду у 2000 році за «Inside, Outside». Її колекція «Віртуальні сади» перевидана у 2003 році Галімардом у значно збільшеному варіанті (тринадцять новел замість п'яти). Її хвалять критики; Біфрост і Актюсф говорять про Сільві Дені як про «велику леді» франкомовного СФ.
Другий роман для дорослих «La Saison des singes», був опублікований у березні 2007 року. Опубліковано також у виданнях «Манго», у молодіжній колекції Autres Mondes, романах «Les îles dans le ciel» у 2008 році та «Phénix futur» у 2009 році.
У 2012 році з'явилася «Спляча імперія» за співами La Saison des Singes.
У 2013 році, через кілька місяців після аварії на «Націоналі» 10, яка коштувала життя її партнеру Роланда В. Вагнера і де вона отримала травму, Сільві Дені покинула Коньяк, де пробула 20 років.

### Романи
- Скляний гість, 1997
- Haute-École, L'Atalante, 2004
- Сезон мавп, L'Atalante, 2007
- Острови в небі, Манго Женессе, 2008
- Phénix Futur, Mango jeunesse, 2009
- Імперія сну, L'Atalante, 2012
- Продовження сезону мавп

### Новели
- Готелі, 1996
- Всередині, зовні (1999)